# مانينهيم
مانينهيم (بالفرنسية: Maninghem)‏ هي بلدية تقع في إقليم باد كاليه من منطقة نور با دو كاليه في شمال فرنسا. تبلغ مساحة هذه المدينة 3.93 (كم²)، وترتفع عن سطح البحر 190 م، يبلغ عدد سكانها 147 نسمة حسب إحصاء المعهد الوطني للإحصاء والدراسات الاقتصادية سنة 2009 م. وترأس Jean-Paul Marvalin البلدية خلال فترة (2008-2014).